# Silvio Moser

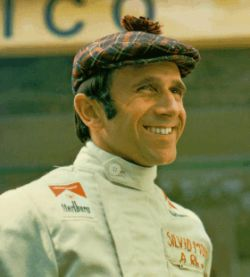
Silvio Moser

Silvio Moser (Zürich, 24 april 1941 - Locarno, 26 mei 1974) was een Formule 1-coureur uit Zwitserland. 

## Loopbaan
Moser nam tussen 1966 en 1971 deel aan negentien Grands Prix voor de teams van Cooper, Brabham en Bellasi. Hij debuteerde in de Grand Prix van Duitsland 1966, waarvoor hij zich overigens vergeefs trachtte te kwalificeren, en reed zijn laatste GP in 1971, de Grand Prix van Italië. In totaal scoorde hij drie WK-punten.
Hij overleed na een ongeluk op Monza tijdens de "1000 km Monza" race.

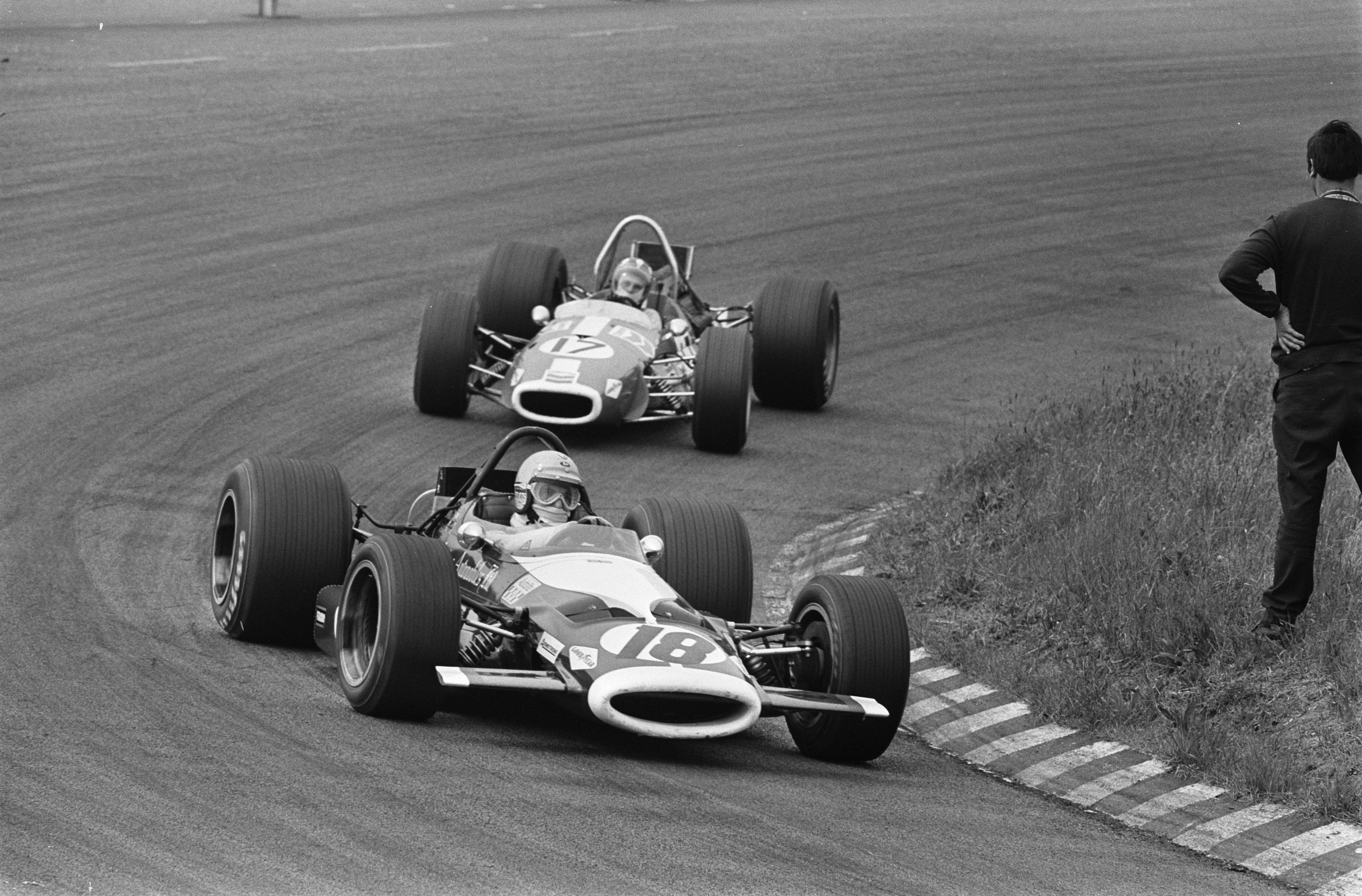
Silvio Moser (nr. 17) in een Brabham-Ford in het kielzog van Vic Elford tijdens de GP van Nederland 1969.